# Stefan Koźmiński
Stefan Koźmiński (ur. 19 marca 1786, zm. 2 września 1845 we Włocławku) – polski architekt.

## Życiorys
Pochodził ze szlacheckiej rodziny unickiej pieczętującej się herbem Poraj. Ojciec Leon pochodził z Ostromęczyna. Był koadiutorem ks. Michała Koźmińskiego w parafii unickiej we wsi Chłopków, a później proboszczem tej parafii. Matką Stefana była Konstancja Hoffman. Był ósmym z dziesięciorga dzieci Koźmińskich i jednym z dwóch, które zostało ochrzczone i bierzmowane w wierze rzymskokatolickiej oraz otrzymało imiona zachodnich patronów. Motywacją zmiany obrządku mogło być niebezpieczeństwo prześladowań jakie groziły unitom ze strony Rosjan.
Stefan Koźmiński ukończył szkołę w Białej Podlaskiej, gdzie następnie zamieszkał. W latach 1805–1807 pracował w biurze inżyniera okręgu bialskiego. Lata 1807–1822 stanowią lukę w jego życiorysie. W 1822 r. zdał egzamin na budowniczego II stopnia. W kolejnym roku zatrudnił się jako zastępca budowniczego obwodu bialskiego. W latach 1826–1845 był budowniczym okręgu bialskiego. W czasie powstania listopadowego zarząd okręgu został podporządkowany rosyjskiemu komisarzowi wojennemu. Koźmiński pozostał na stanowisku i wspierał działania armii rosyjsiej, pełniąc nieodpłatne dodatkowe funkcje tłumacza i magazyniera, a nawet zapraszając żołnierzy na obiad. W powstaniu po stronie polskiej uczestniczyli dwaj synowie oraz szwagier Koźmińskiego. W 1837 r. uzyskał stopień urzędnika 9-ej klasy. W latach 1840–1845 był budowniczym okręgu kujawskiego z siedzibą we Włocławku.

## Projekty autorstwa Koźmińskiego
Koźmiński projektował domy w stylu klasycystycznym. Były to najczęściej jednopiętrowe, murowane kamienice kryte dachówką, z wysokimi piwnicami przeznaczanymi często na pomieszczenia gospodarcze albo lokale usługowe. Elewacje kamienic cechował bogaty wystrój z boniowaniem na parterze. Balkony posiadały żeliwne balustrady sprowadzane z Warszawy. Dużą wagę przywiązywał do schodów we wnętrzach. Z reguły były to schody drewniane, taflowe. Zdobione balustrady posiadały toczone balasy od frontu i kwadratowe od kuchni. Drzwi posiadały ornamentowane płyciny i żelazne okucia.
Jako budowniczy okręgu bialskiego stworzył projekty Cerkwi św. Onufrego (1826), synagogi z chederem (1826), ratusza (1830) i szkoły wydziałowej. Wzniósł wiele domów odbudowywanych po spaleniu 1/3 zabudowań miasta w 1830 roku. 23 maja 1823 r. wytyczył nowy plan sytuacyjny miasta z uwzględnieniem miejsca na getto żydowskie. Ok. 1830 r. wykonał jedyny zachowany plan popadającego w ruinę Zamku Radziwiłłów.
Najważniejszym budynkiem zaprojektowanym przez Koźmińskiego we Włocławku jest gmach byłego Starostwa Powiatowego przy ul. 3 Maja 17 (róg ul. Żabiej), zbudowany w 1844 roku. Obecnie ma tu miejsce siedzibę rektorat Państwowej Uczelni Zawodowej we Włocławku. Budynek zbudowano m.in. na potrzeby biura powiatu, które przeniesiono z Brześcia Kujawskiego do Włocławka. Jest to gmach klasycystyczny na planie prostokąta z wejściem głównym w ryzalitowanej osi środkowej. Ryzalit ozdobiono pilastrami i stiukami w formie rózg liktorskich i pilasterków hermowych. Posiada bogato zdobioną elewację, podkreślającą jego rangę. Wnętrze budynku, z powodu licznych remontów straciło swój pierwotny charakter. Już w 1851 r. dokonano jego pierwszej przebudowy wg projektu autorstwa Franciszka Tournelle'a. Z braku rysunków z tego okresu, pierwotny projekt wnętrza autorstwa Koźmińskiego jest znany jedynie z opisów. Wiadomo, że zmieniono całkowicie układ pomieszczeń wnętrza, stolarkę drzwiową i podłogi oraz usunięto ozdobne piece w celu instalacji centralnego ogrzewania.
W 1845 r. wybudowano spichlerz zbożowy pod adresem Stodólna 80 we Włocławku według projektu Koźmińskiego. W czasie powstania styczniowego gmach zasłynął jako siedziba carskiego więzienia. W 1913 r. spichlerz został przerobiony na mieszkania. W czasie remontu zmieniono oryginalną elewację i podział pomieszczeń, a także powiększono okna i wykonane nowe w celu doświetlenia mieszkań. Pierwotny projekt elewacji gmachu nie jest znany. W latach 2012–2013 budynek został rozebrany.
Inne budynki we Włocławku zaprojektowane przez Koźmińskiego, to domy pod adresem: Tumska 8 (1842); Szpichlerna 8 (1842); Cyganka 13 (1842); Cyganka 26 (1842); Maślana 2 (1845); 3 Maja 26 (1845); 3 Maja 28 (1845) i Stary Rynek 13 (1845). Domy przy ul. Tumskiej 8, Szpichlernej 8, Cyganka 26 i 3 Maja 26 już nie istnieją. W 1913 r. w miejscu budynku przy ul. Cyganka 26 zbudowano nową istniejącą do dziś kamienicę

## Życie prywatne
W 1805 r. ożenił się z Domicelą Gołębiowską. Ich dziećmi byli Kazimierz, Ludwik, Franciszek i Eleonora (ok. 1813–1839). Ludwik i Franciszek polegli w 1831 roku jako żołnierze powstania listopadowego. 30 grudnia 1827 r. w parafii Niepokalanego Poczęcia Najświętszej Maryi Panny w Ostrowie Lubelskim wziął ślub z Aleksandrą z Kahlów (1807–1886), poznaną na odpuście Parafii św. Antoniego w Huszlewie. Kahlowie pochodzili z Saksonii i pieczętowali się tytułem baronowskim. Osiedli w Polsce w czasie panowania Sasów. Według historyka i genealoga Marka Buni ślub mógł odbyć się w Ostrowie Lubelskim, ponieważ burmistrzem miasta był wówczas wuj Aleksandry Jan Dębczyński. Świadkami na ślubie byli właśnie Jan Dębczyński oraz burmistrz Białej Podlaskiej Jan Sadowski. Koźmińscy doczekali się dzieci: Aleksandra Piotra Józefa (1828–1909), Florentyna Wacława Jana Stefana (1829–1916), Stefanii Franciszki Józefy Michaliny (1834–1912), Karoliny Emilii Hieronimy (1835–1836), Kamili Karoliny Feliksy (zamężnej Zajfert, 1838–?), Władysława Adama Anastazego (1832–?, zm. w dzieciństwie)) i Julianny (1841–?, zm. w dzieciństwie). Koźmińscy byli rodziną głęboko religijną. Florentyn i Stefania obrali życie zakonne. Stefania została wizytką w Warszawie pod imieniem Honorata. Ojciec chciał, żeby Florentyn został architektem, jednak ten wstąpił do zakonu kapucynów i jako Honorat Koźmiński był założycielem wielu zakonów, obecnie jest błogosławionym Kościoła Katolickiego. W jednym ze wspomnień bł. Honorat stwierdził, że śmierć ojca była dla niego wielką stratą i jedną z przyczyn kryzysu wiary, zakończonego wizją z 15 sierpnia 1846 roku.